# ابنات
ابنات (به آلمانی: Ebnath) یک شهر در آلمان است که در Tirschenreuth واقع شده‌است. ابنات ۱٬۴۰۰ نفر جمعیت دارد.